# آسیایی آمریکایی‌ها
آسیایی آمریکایی‌ها (انگلیسی: Asian Americans) به گروهی چندقومی در ایالات متحده آمریکا اشاره دارد که جمعیت‌های متنوعی را دربر می‌گیرد و‌ شامل افرادی است که پیشینه آسیایی دارند. طبق تعریف اداره سرشماری ایالات متحده آمریکا، آسیایی آمریکایی ها افرادی هستند که نیاکان شان نشأت گرفته از آسیای شرقی، آسیای جنوب شرقی، آسیای مرکزی و یا آسیای جنوبی، باشد. این مردمی را شامل می‌شود که در سرشماری نژاد خود را «آسیایی» یا گزینه‌های دیگری چون "چینی", "هندی", "تایوانی", فیلیپینی", "کره‌ای", "ژاپنی", "سری لانکایی", "تایلندی", "ویتنامی", یا دیگر گروه‌های با منشأ آسیایی اعلام کنند. آسیایی آمریکایی‌هایی که هیچ اصل و نسب دیگری ندارند ۶٪ از جمعیت آمریکا را تشکیل می‌دهند در حالی که مردمی که تنها آسیایی یا در ترکیب با اقلاً یک نژاد دیگر هستند ۷٫۲۴٪ را تشکیل می‌دهند.